# Blankenhof
Blankenhof é um município da Alemanha, situado no distrito de Mecklenburgische Seenplatte, no estado de Mecklemburgo-Pomerânia Ocidental. Tem 18,23 km² de área, e sua população em 2019 foi estimada em 721 habitantes.